# Jon Ahlquist
Jon Edward Ahlquist (1944-7 de mayo de 2020) especializado en  filogenética molecular de la ornitología, colaborando extensivamente con Charles Sibley, principalmente en la Universidad de Yale. Por 1987, Ahlquist y Sibley habían dejado Yale. Se les otorgó a Ahlquist y Sibley la medalla Daniel Giraud Elliot Academia Nacional de Ciencias Americana en 1988. En enero de 1991 (a menudo listado como 1990), Charles Sibley y Ahlquist publicaron Phylogeny and Classification of Birds (Filogenia y Clasificación de las Aves), presentaron una nueva Filogenia para las aves basada en la hibridación del ADN-ADN, conocido como el taxonomy de Sibley-Ahlquist. En ese momento, era profesor asociado de zoología en la Universidad de Ohio. En 1999, Ahlquist estaba jubilado. 